# Elecciones municipales de 2011 en Parla
El 22 de mayo de 2011 se celebraron, en el marco de las elecciones municipales a nivel estatal, elecciones al Ayuntamiento de Parla. Se eligieron los 27 concejales del pleno municipal.

## Resultados
La candidatura más votada en esta legislatura fue la del PSOE cuya lista estaba encabezada por José María Fraile, la cual obtuvo 11 concejales en el pleno municipal. PP obtuvo el segundo mayor porcentaje de votos, obteniendo un empate con 11 concejales, en tercera posición IU-LV formación que obtuvo 4 concejales y el partido Unión Progreso y Democracia obtuvo tan solo 1 concejal.

| Candidatura             | Candidatura                                            | Votos  | %                            | Concejales                   |
| ----------------------- | ------------------------------------------------------ | ------ | ---------------------------- | ---------------------------- |
|                         | Partido Socialista Obrero Español (PSOE)               | 17,274 | 37,14%                       | 11                           |
|                         | Partido Popular (PP)                                   | 17,252 | 37,09%                       | 11                           |
|                         | Izquierda Unida-Los Verdes Comunidad de Madrid (IU-LV) | 6,671  | 14,34%                       | 4                            |
|                         | Unión Progreso y Democracia (UPyD)                     | 2,568  | 5,52%                        | 1                            |
| (PACMA)                 | (PACMA)                                                | 512    | 1,1%                         | 0                            |
| (PDM)                   | (PDM)                                                  | 418    | 0,9%                         | 0                            |
| (U.Ci.D.)               | (U.Ci.D.)                                              | 365    | 0,78%                        | 0                            |
| (PCiD)                  | (PCiD)                                                 | 241    | 0,52%                        | 0                            |
| Votos en blanco         | Votos en blanco                                        | 1208   | 2,6%                         | n/a                          |
| Votos válidos           | Votos válidos                                          | 46 509 | 100,00                       | 27                           |
| Votos nulos             | Votos nulos                                            | 780    | Participación: \| \| 70 % \| | Participación: \| \| 70 % \| |
| Votantes                | Votantes                                               | 47 209 | Participación: \| \| 70 % \| | Participación: \| \| 70 % \| |
| Electores (Censo Total) | Electores (Censo Total)                                | 72 800 | Participación: \| \| 70 % \| | Participación: \| \| 70 % \| |
|                         | 70 %                                                   |        |                              |                              |

## Concejales electos
Relación de concejales electos:
| N.º | Nombre                              | Lista | Lista   |
| --- | ----------------------------------- | ----- | ------- |
| 1   | José María Fraile Campos            |       | PSOE    |
| 2   | Miguel Ángel López Del pozo         |       | PP      |
| 3   | Antonio Sánchez Santos              |       | IUCM-LV |
| 4   | Juan Carlos Machuca Sánchez         |       | UPyD    |
| 5   | María José López Bandera            |       | PSOE    |
| 6   | Beatriz Arceredillo Martín          |       | PSOE    |
| 7   | Pablo Sánchez Pastor                |       | PSOE    |
| 8   | Victoria Muñoz Agüera               |       | PSOE    |
| 9   | Fernando Jiménez Díaz               |       | PSOE    |
| 10  | José Luis Isabel Jiménez            |       | PSOE    |
| 11  | María Antonia González Blanco       |       | PSOE    |
| 12  | María Mercedes González López       |       | PSOE    |
| 13  | Ángel Sánchez Porcel                |       | PSOE    |
| 14  | Gonzalo De la puerta Jiménez        |       | PSOE    |
| 15  | Emilio Ocaña Cubas                  |       | PP      |
| 16  | Carmen Belén Franco Escolar         |       | PP      |
| 17  | Marta Varón Crespo                  |       | PP      |
| 18  | Claudia Bermejo Torrejón            |       | PP      |
| 19  | Miguel Ángel González Maquedano     |       | PP      |
| 20  | Joaquín María Reyes García mochales |       | PP      |
| 21  | María Jesús Fúnez Chacón            |       | PP      |
| 22  | María José Francés Torralba         |       | PP      |
| 23  | Carlos Manuel Bermejo González      |       | PP      |
| 24  | José Manuel Zarzoso Revenga         |       | PP      |
| 25  | Carolina Cordero Núñez              |       | IUCM-LV |
| 26  | Eugenio Santos Lozano               |       | IUCM-LV |
| 27  | María Carmen Galán Huelamo          |       | IUCM-LV |

## Investidura del alcalde
José María Fraile fue investido alcalde del municipio con la suma de los votos de los concejales de su partido más los de IUCM-LV y UPyD.